# Gottfried Angerer (Musiker)
Gottfried Angerer (* 19. Mai 1963 in Linz) ist ein österreichischer Bassgitarrist, Musikpädagoge und Systemanalytiker.

## Leben
Gottfried Angerer studierte E-Bass und Violine an der Anton Bruckner Universität in Linz sowie Informatik an der Johannes Kepler Universität Linz. Seit 1987 arbeitet er mit der österreichischen Band Bruckner's Unlimited, mit der er vor allem zwischen 1990 und 2003 regelmäßig durch Europa und Asien tourte. Später begann er seine Arbeit mit dem Salsa-Orchester Sanmera, u. a. mit Milagros Pinera, Luis Felipe de Armas Bocalandro, Vicente Alberto Izquierdo Curbelo, Yacqueline Castellanos. Die Sanmera-Produktion Leche Condensada erreichte 2005 Platz 1 beim World Music Award (Concerto Poll 2005, Kategorie Worldmusic) des Musikmagazins Concerto. Die Arbeit als Bassist und Produzent der Formation John Lee Sanders & The World Blue Band führte 2009 zu einer Auszeichnung beim BC Interior Music Award für das Album Bucket Full of Blues als Beste Band, bestes Blues Album und beste R'n'B Produktion. Auch beim Western Canada Music Award 2009 war die CD Bucket Full Of Blues als bestes Blues Album nominiert und erreichte die Top 5 in Kanada.

## Diskografie (Auszug)
- 1989: Bruckner's Unlimited –  Bruckner's Beste (SBF)
- 1992: Bruckner's Unlimited –  Bruckner's Zweitbeste (SBF)
- 1995: Bruckner's Unlimited –  Bruckner's Drittbeste (SBF)
- 1997: Bruckner's Unlimited – Extended Version (SBF)
- 2004: Sanmera – Leche Condensada (Jive Music)
- 2008: John Lee Sanders & The World Blue Band – Bucket Full Of Blues (PAO)
- 2012: Bruckner's Unlimited –  Bruckner's Fünftbeste – Jazz Muss Weg (ATS)